# Ala-Kannisjärvi
Ala-Kannisjärvi är en sjö i Kiruna kommun i Lappland och ingår i Torneälvens huvudavrinningsområde. Ala-Kannisjärvi ligger i Torne och Kalix älvsystem Natura 2000-område.